# Thomas Schläpfer
Thomas Eduard Schläpfer (* 22. Januar 1959 in Bern) ist ein Schweizer Psychiater. Er war stellvertretender Direktor der Klinik für Psychiatrie und Psychotherapie des Universitätsklinikums Bonn und Associate Professor an der School of Medicine der Johns Hopkins University. 2016 wurde er zum Leiter der Abteilung für Interventionelle Biologische Psychiatrie der Klinik für Psychiatrie und Psychotherapie des Universitätsklinikums Freiburg ernannt.

## Leben
Schläpfer studierte ab 1980 oder 1981 Medizin an der Universität Bern. Nach der Facharztausbildung am  Inselspital in Bern war er dort leitender Arzt der Psychiatrischen Poliklinik. 1994 wechselte er als Fellow ans Johns Hopkins Hospital in Baltimore, Department of Psychiatry and Behavioral Sciences, wo er 1997 zum Associate Professor ernannt wurde. 2003 wurde er als Universitätsprofessor an die Klinik für Psychiatrie und Psychotherapie der Rheinischen Friedrich-Wilhelms-Universität Bonn berufen. Von 2006 bis 2014 war er Prodekan für Studium und Lehre an der dortigen Medizinischen Fakultät.

## Forschung
Schläpfer ist im Gebiet der translationalen Erforschung von affektiven Störungen tätig. Besondere Interessensgebiete sind transkranielle Magnetstimulation, Tiefe Hirnstimulation und ethische Aspekte interventioneller Verfahren in der Psychiatrie.
Neben seiner eigentlichen Forschung beschäftigt er sich mit öffentlich wirksamen Schreckenstaten (Morden, erweiterten Suiziden), wobei es ihm darum geht, dass häufig nicht psychiatrische Patienten, sondern Menschen mit plötzlich auftretenden schweren psychischen Störungen solche Taten begehen. Damit  will er zur Destigmatisierung psychiatrischer Patienten und ihrer Krankheiten beitragen.